# Roche carbonatée

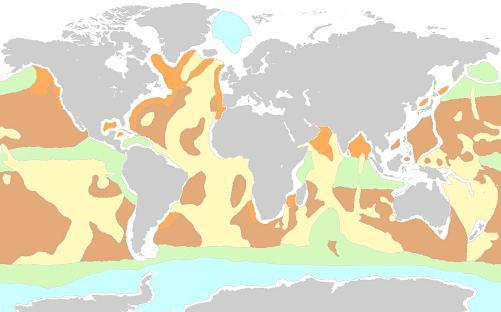
Répartition des sédiments marins dans l'Océan mondial (en jaune, sédiments carbonatés biogènes).

Les roches carbonatées sont des roches sédimentaires résultant de la compaction de sédiments carbonatés et composés d'au moins 50 % de carbonates. Leur processus de formation dépend du taux de la concentration en ions Ca2+ et CO32− dans l'eau et de la quantité d'apports détritiques, mais aussi de la température (les roches carbonatées se forment essentiellement en zone intertropicale) et d'autres facteurs :  élévation du pH (perte de CO2 de l'eau), agitation hydrodynamique (ex. : sources pétrifiantes), rythme et amplitude des marées, pression/profondeur (en dessous d'un certain seuil de pression, les carbonates se dissolvent, ce seuil est dit "niveau ou seuil de compensation des carbonates", facteurs biotiques (ex : certaines bactéries et algues encroûtantes précipitent le CaCO3)…
La sédimentation carbonatée résulte essentiellement de l'activité d'êtres vivants (organismes produisant des tests et des coquilles ou bactéries provoquant des précipitations). « Elle se produit surtout en domaine marin de plate-forme et caractérise aussi les environnements récifaux. La sédimentation carbonatée pélagique est le fait de micro-organismes planctoniques ».
Sur Terre, les roches carbonatées constituent environ 15 % à 20 % des roches sédimentaires ; il s'agit essentiellement de la calcite et de la dolomite
Le réchauffement climatique, l'acidification des océans et la montée des océans sont trois facteurs qui peuvent affecter les formation et dissolution de roches carbonatées et le cycle du carbone auquel elles contribuent.

## Caractéristiques
- faible dureté ;
- attaquées par les acides, avec dégagement de CO2.

## Classifications
Il existe une grande variété de roches carbonatées en termes d'aspect et de dureté, selon l'importance relative de leurs composants et donc selon leur origine ou leur nature. Les géologues distinguent deux grandes catégories de roche carbonatée, correspondant à deux modes de fixation du calcaire, qui dans la réalité peuvent coexister[réf. souhaitée] :
1. les roches carbonatées bioclastiques (roches biogènes résultant de l'accumulation de squelettes et de fragments animaux (zooplancton, mollusques, foraminifères, échinodermes, coraux, etc. à coquille calcaire ou à squelette interne ou externe dit test) ou végétaux (phytoplanctoniques océaniques essentiellement)[réf. souhaitée] ; l'origine de cette roche est une boue ou une vase calcaire sous-marine ou estuarienne de sédiments[réf. souhaitée] ;
2. les roches carbonatées physico-chimiques (roches dites « terrigènes » résultant de la précipitation physicochimique directe de carbonates ; de carbonate de calcium en solution dans l'eau essentiellement)[5].

Les 2 principales roches carbonatées sont :
- le calcaire constitué de CaCO3 (calcite),
- la dolomie formée de CaMg(CO3)2 (dolomite).
Il existe aussi :
- une classification basée sur la taille/granulométrie des « éléments figurés » (visibles à l’œil nu)  ;
- une classification chimio-minéralogique (Cayeux) :
  - selon les teneurs en minéraux carbonatés (calcite, dolomite),
  - selon les teneurs en minéraux argileux (argile, calcite),
  - selon les teneurs en carbonates, silice et en argiles ;
- la « classification analytique de Folk » (1959) ;
- la « classification texturale de Dunham » (1962).

## Granulométrie
On peut distinguer :
- « des éléments figurés (grains visibles à l’œil nu ou à la loupe), de la taille des arénites et des rudites, d'origine variée » ;
- « des particules plus fines de la taille des lutites ; elles résultent de la précipitation chimique de CaCO3, d'un broyage intense des éléments figurés ainsi que du dépôt des particules micrométriques des squelettes du nanoplancton. Elles forment la matrice, et représentent des boues ou vases calcaires qui se déposent gorgées d'eau ».